# Катастрофа Ан-12 близ Омска
Катастрофа Ан-12 близ Омска — авиационная катастрофа, произошедшая во вторник 25 марта 1986 года. Военно-транспортный самолёт Ан-12, принадлежавший ПО «Полёт» (МОМ СССР), выполнял грузовой рейс по маршруту Тбилиси—Омск, но при посадке на аэродроме Омска преждевременно резко снизился и в 2130 метрах от торца взлётной полосы врезался в опоры огней приближения и рухнул на землю. Погибли все находившиеся на борту 9 человек — 6 членов экипажа и 3 пассажира.

## Самолёт
Ан-12АП (регистрационный номер СССР-11795, заводской 1400103, серийный 01-03) был выпущен Заводом № 64 18 июля 1961 года и в тот же день совершил свой первый полёт. В июле того же года был передан неизвестной авиакомпании. 27 июня 1978 года был куплен производственным объединением «Полёт» (МОМ СССР). Оснащён четырьмя турбовинтовыми двигателями АИ-20К производства Пермского моторного завода. На день катастрофы совершил 6026 циклов «взлёт-посадка» и налетал 11 980 часов.

## Хронология событий
25 марта 1986 года Ан-12АП борт СССР-11795 выполнял грузовой рейс из Тбилиси в Омск. На борту самолёта находились 6 членов экипажа (командир воздушного судна (КВС), второй пилот, штурман, бортмеханик, бортрадист и бортпроводник) и 3 пассажира (работники ПО «Полёт»), а также 10 400 килограммов груза — электродвигатели для стиральных машин, которые выпускались на ПО «Полёт». Запасным аэропортом был аэропорт Рощино (Тюмень).
В этот день в Омске была плохая погода — дымка и низкая облачность. При снижении с эшелона пилоты неоднократно просили выдать информацию о метеоусловиях, но им давали неправильные данные. Получив правильные данные о погоде, КВС принял решение заходить на посадку, но погода на аэродроме Омск-Северный была хуже, чем минимально разрешённая. До этого экипаж борта СССР-11795 прослушал метеосводку в аэропорту Омск-Центральный, но в нём видимость ухудшилась до 200 метров. После снижения с эшелона пилоты потеряли возможность посадки и в тюменском аэропорту Рощино из-за недостатка авиатоплива; также была невозможна и посадка во втором запасном аэропорту (аэропорт Петропавловск, Петропавловск, КазССР) — там также ожидалось ухудшение погодных условий.
Заход на посадку на аэродром Омск-Северный проходил по системе Катет-С. Но при заходе на посадку после пролёта ДПРМ на высоте 285 метров (по схеме должно быть 250 метров) борт СССР-11795 преждевременно резко снизился и в 2130 метрах от торца ВПП врезался в вершины трёх опор огней приближения высотой 7 метров, развернулся вправо и рухнул на землю. От удара о землю самолёт полностью разрушился и частично сгорел, все 9 человек на его борту погибли.

## Расследование
Комиссией было установлено, что причиной катастрофы борта СССР-11795 стали ошибки экипажа и ошибки служб УВД.

## Второй борт СССР-11795
20 апреля 1989 года бортовой номер СССР-11795 был присвоен самолёту Ан-12 (заводской номер 8900704, серийный 07-04), который был выпущен Заводом № 39 в 1958 году и в том же году совершил свой первый полёт и был передан неизвестной авиакомпании. 20 апреля 1989 года был передан авиакомпании «Авиаобщемаш» (МОМ СССР), но эксплуатировался ею с 12 ноября 1993 года после перерегистрации (борт RA-11795). 27 декабря 1995 года был списан, а в 1996 году разделан на металлолом.